# Вератек (Нямц)
Вератек (рум. Văratec) — село у повіті Нямц в Румунії. Входить до складу комуни Агапія.
Село розташоване на відстані 301 км на північ від Бухареста, 25 км на північ від П'ятра-Нямца, 99 км на захід від Ясс.

## Населення
За даними перепису населення 2002 року у селі проживали 900 осіб, усі — румуни. Усі жителі села рідною мовою назвали румунську.